# Спихово
Спихово (пол. Spychowo, нім. Puppen) — село в Польщі, у гміні Свентайно Щиценського повіту Вармінсько-Мазурського воєводства.
Населення — 1329 осіб (2011).

## Демографія
Демографічна структура станом на 31 березня 2011 року:
|          | Загалом | Допрацездатний вік | Працездатний вік | Постпрацездатний вік |
| -------- | ------- | ------------------ | ---------------- | -------------------- |
| Чоловіки | 663     | 118                | 480              | 65                   |
| Жінки    | 666     | 109                | 386              | 171                  |
| Разом    | 1329    | 227                | 866              | 236                  |